# Pro hrst dolarů
Pro hrst dolarů nebo také Pro pár dolarů (v italském originále Per un pugno di dollari) je italský spaghetti western z roku 1964. Režíroval ho Sergio Leone a do hlavní role byl obsazen tehdy málo známý Clint Eastwood. Leone se zároveň podílel i na námětu a scénáři. Hudbu složil Ennio Morricone.
Film natočený ve španělských exteriérech znamenal zlom v Leoneho kariéře. Jedná se o první díl pozdější trilogie, film Pro hrst dolarů (A Fistful of Dollars). V podstatě se rovněž jedná o remake filmu Jódžinbó (1961) Akiry Kurosawy.

## Příběh
Do městečka San Miguel na hranicích Mexika a Spojených států přijíždí nejmenovaný Cizinec („Muž beze jména“, Clint Eastwood). Hostinský Silvanito mu vypráví o sporu dvou pašeráckých rodin, které se snaží získat nad městem kontrolu: bratrů Rojových – Don Miguel (nejstarší, velitel, Antonio Prieto), Esteban (nejtvrdohlavější, Sieghardt Rupp) a Ramón (nejschopnější a nejchytřejší, Gian Maria Volonté) a rodiny, kterou tvoří městský šerif John Baxter (Wolfgang Lukschy), jeho matriarchální žena Consuelo a jejich syn Antonio. Cizinec se rozhodne využít situace a vytěžit z ní peníze pro sebe. Svou tvrdost demonstruje oběma stranám tím, že snadno zastřelí čtyři muže, včetně tří, kteří ho urazili, když vstoupil do města.
Cizinec je svědkem toho, jak Rojové zmasakrují oddíl mexických vojáků, kteří doprovázeli truhlu se zlatem (aby je vyměnili za pušky), a vymyslí plán. Dvě mrtvá těla odnese na nedaleký hřbitov a podepře je, aby vypadala jako živá. Poté prodá informace oběma frakcím a tvrdí, že dva mexičtí vojáci útok přežili. Obě frakce se na hřbitov vrhnou, Baxterovi, aby domnělé přeživší přiměli svědčit proti Rojovi, a Rojovi, aby je umlčeli. Dojde k přestřelce, při níž Ramón "zabije" údajné přeživší a Esteban zajme Antonia Baxtera.
Zatímco Rojovi a Baxterovi bojují, Cizinec prohledává Rojovu haciendu kvůli zlatu a omylem omráčí ženu Marisol. Odvede ji k Baxterům, kteří se dohodnou, že ji vymění s Rojovými za Antonia. Během výměny rukojmí se k Marisol přiblíží její syn a manžel. Ramón nařídí jednomu ze svých mužů, Rubiovi, aby zabil Marisolina manžela Julia, ale Silvanito a Cizinec ho od toho odradí. Cizinec nařídí Marisol, aby se vrátila k Ramónovi, a jejímu manželovi, aby odvedl jejich syna domů. Od Silvanita se dozví, že Ramón obvinil Julia z podvodu při karetní hře a vzal si Marisol jako zástavu.
V noci, kdy Rojovi oslavují, Cizinec zabije stráže, osvobodí Marisol a zdemoluje dům, kde byla držena, aby vytvořil zdání útoku Baxterových. Dá Marisol peníze a vyzve její rodinu, aby opustila město.
Rojovi nakonec zjistí, že Marisol osvobodil Cizinec. Zajmou ho a mučí, ale on uteče. Rojovi v domnění, že ho Baxterovi chrání, zapálí dům Baxterových a při útěku z hořící budovy všechny včetně žen a dětí zmasakrují. S pomocí místního výrobce rakví jménem Piripero se Cizinec ukryje v rakvi a unikne z města, kde se zotavuje v opuštěném dole.
Když mu Piripero řekne, že Silvanito byl zajat a mučen Rojosem kvůli tomu, kde se Cizinec nachází, vrací se do města, aby se s nimi utkal. S ocelovým hrudním plátem ukrytým pod pončem se Ramónovi vysmívá, aby "mířil na srdce", zatímco Ramónovy střely odráží, dokud Ramón nevyčerpá munici své pušky Winchester. Cizinec vystřelí Ramónovi zbraň z ruky a zabije Dona Miguela, Rubia a ostatní opodál stojící muže Rojových. Poté použije poslední výstřel, aby osvobodil Silvanita, který visí za ruce na provaze.
Poté, co vyzve Ramóna, aby nabil pušku rychleji, než on dokáže nabít revolver, ho Cizinec zastřelí a zabije. Esteban Rojo míří z nedaleké budovy na Cizincova záda, ale je zastřelen Silvanitem. Cizinec se rozloučí se Silvanitem a Piriperem a odjíždí z města.

## Produkce
Leone se snažil oživit westernový žánr, protože americké westerny z padesátých let byly příliš strnulé a moralistické a Hollywood se jich proto zřekl. Viděl však, že v Evropě je pro tento filmový žánr ještě místo. Jeho úkolem bylo vyhnout se westernovým konvencím, které na italské publikum působily směšně, a skloubit jazyk italských filmů s westernovou atmosférou.
Eastwood zdaleka nebyl první volbou pro hlavní roli. Leone chtěl obsadit Henryho Fondu, studio se však nemohlo dovolit tak velkou hvězdu. Leoneho další volbou byl Charles Bronson, ten ale odmítl s tím, že scénář je špatný. O několik let později si však Fonda i Bronson zahráli v Leoneho dalším filmu Tenkrát na Západě. Richard Harrison, další z herců, který roli odmítl, nakonec doporučil obsadit jen málo známého Eastwooda. Leone si Eastwoodovo hraní oblíbil a vyjádřil se v tom smyslu, že Eastwoodovo hraní se mu líbí, jelikož má jen dva druhy výrazu tváře – s kloboukem a bez.

## Význam filmu
Film zaznamenal v Itálii a zbytku Evropy fenomenální úspěch. Když se konečně dostal i do Spojených států, kritik Bosley Crowther prohlásil, že v tomto velmi morbidním a násilném filmu lze najít snad všechna žánrová klišé a chválil Eastwooda za zpodobnění muže beze jména, napůl kovboje a napůl gangstera.